# Петар Крешимир IV
Петар Крешимир IV (хорв. Petar Krešimir IV, ?—1074) — король Хорватії у 1058—1074 роках.

## Царювання
Під час його царювання, середньовічне Хорватське королівство досягло свого піку територіальної експансії. Крешимиру удалося отримати від Візантійської імперії підтвердження його влади над містами Далмації. Він також дозволяє Римській курії брати активнішу участь в релігійних справах Хорватії, що призвело до порушення його влади над духівництвом в Істрії після 1060 року. Хорватія за часів Крешимира IV складалася з дванадцяти округів і була трохи більша, ніж за часів Томіслава. Вона включала князівство Паганія, і мала вплив у Захумлі, Травунії і Дуклі.
Проте 1072 року Крешимир допоміг болгарським і сербським повстанцям проти візантійських господарів. Візантійці відповіли в 1074, пославши норманів на чолі з Аміком захопити Раб. Вони не змогли захопити острів, але їм вдалося захопити короля, і хорвати були вимушені капітулювати і віддати Спліт, Трогір, Задар, Біоград та Нін норманам. Смерть Крешимира IV в 1074 призвела до уривання де-факто Терпимировичівської династії, яка правила Хорватією впродовж більш ніж двох століть.